# Усунь

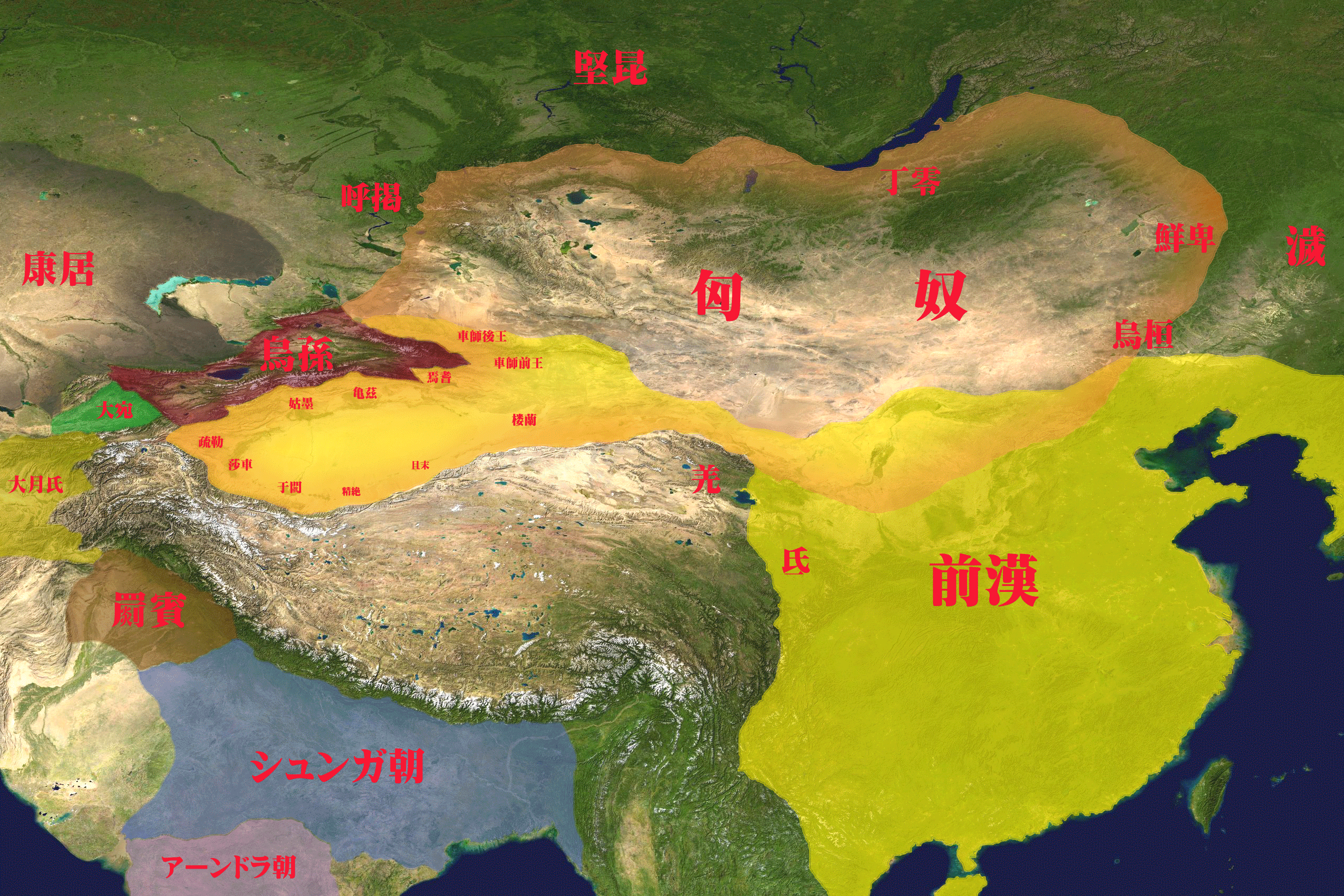
Китай й сусідні країни у 1 столітті до Р. Х.
Усунь
Династія Хань
Хунну

Усу́нь (кит.: 烏孫; піньїнь: Wūsūn; літ.: 'воронячі онуки') — китайська назва кочового етносу, що на кінець ІІІ — початок II ст. до н. е. мешкав разом з юечжами на території Ганьсу, між горами Дунхуан та Цилянь, та, згодом, утворив велике об'єднання у басейні р. Ілі. Щодо етнічної належності, то «… усуні традиційно вважалися — починаючи з Юліуса фон Клапорта — індоєвропейцями з огляду певних фізичних рис… таких, як зеленуваті (блакитні) очі, руді (світлі) бороди…» Існує думка щодо тотожності усунів та деяких етносів, відомих з європейських джерел — ісседонів тощо. Показовою є наступна думка:
| "Ототожнення ісседонів... з усунь, арсі, асіанами чи асами-аланами пов'язано з великими труднощами, хоча в принципі кожна з цих ідентифікацій (чи всі) можливі."[4] |
Е. де Ла Вісьє (Étienne de La Vaissière) запропонував гіпотезу, за якою згаданий у написах Культоби народ wδ’nn'p (укр. «люди шатр/ наметів») відповідає усунь, и саме ця назва, можливо і є самоназвою цього народу, звернувши увагу на певні недоведені/ неспростовані тези, а саме:

- китайський етнонім усунь не є прямим перекладом;
- жодна велика навала кочовиків на пн. кордон Кангюю не залишалась поза увагою китайських політиків, й, відповідно, істориків;
- самоназва усунів у вимові близька согдійській *Wiðān (wδ’n), саме її було передано китайцями як Wūsūn (烏孫).[5]

## Хронологія основних подій історії усунів.[6]
182 р. до н. е. — юечжі розбивають маленьке царство усунь; вбито куньмі (правителя) усунь Наньдоумі. Усуні та син вбитого куньмі знаходять притулок у хунну;

до 165 р. до н. е. — сина Наньдоумі Лецяомі призначено охороняти західні землі хунну;

близько 163 р. до н. е. — Лецяомі розбиває юечжі та захоплює їх землі по р. Ілі;

161—160 рр. до н. е. — усуні тотально мігрують до р. Ілі, де, позбувшись влади хунну, утворюють власне незалежне об'єднання;

117 р. до н. е. — мирна угода між Усунь та Китаєм;

71 р. до н. е. — усунь та Китай починають війну проти хунну; значна перемога усуньців над останніми;

70-60 рр. до н. е. — максимальний розквіт держави усунь;

55 р. до н. е. — розвал держави усунь та поступовий занепад їхнього об'єднання.
Після розвалу об'єднання Усунь у китайських хроніках ще певний час згадувалися події в усуньському царстві.
Остання згадка Усунь — 435 −437 рр. — обмін посольствами з китайським царством Пн. Вей. Згодом об'єднання усунів остаточно розпалося під тиском жужанів, усуні мігрували на захід, та окремі роди усунів стали складовою багатьох сучасних етносів Середньої Азії.

## Правителі (куньмі) усунів[6]
1. Наньдоумі (? — 182) — останній правитель усунів в Ганьсу, вбитий юечжами.
2. Лецяомі (160 — 99) — син Наньдоумі, засновник об'єднання Усунь у долині р. Ілі.
3. Дзюньсюймі (99 — 94) — онук Лецяомі.
4. Веньгуймі (94 — 60) — онук Лецяомі.
5. Німі (60 — 57) — син Дзюньсюймі
6. Уцзюту (57 — 55) — син Веньгуймі.